# Anita Wachter
Anita Wachter född 12 februari 1967 i Bartholomäberg i Vorarlberg är en österrikisk före detta alpin skidåkare. 
Wachter vann den totala världscupen 1993 och totalt 74 pallplatser på 313 starter i världscupen. Vidare har Wachter vunnit åtta mästerskapsmedaljer. 

## Övriga meriter

### Världscupen

#### Totalcupen
- 1990 - 2:a
- 1993 - 1:a

#### Storslalomcupen
- 1990 - 1:a
- 1994 - 1:a

#### Världscuptävlingar
- 19 segrar
- 74 pallplatser